# Feijó
Feijó là một đô thị thuộc bang Acre, Brasil. Đô thị này có diện tích 24202 km², dân số năm 2007 là 39365 người, mật độ 1,62 người/km².